# Zaleplon
Le zaleplon (Sonata) aussi appelé zaléplone est un hypnotique de la classe des pyrazolopyrimidines. Il n'est pas commercialisé en France.
Ses effets sont très proches de ceux du zolpidem avec toutefois une durée d'action encore plus courte. Tout comme son cousin il est un modulateur positif des récepteurs GABA-A avec une sélectivité pour le sous-type alpha-1,, ce qui en fait un sédatif sans grand potentiel anxiolytique.
Il est prescrit dans des capsules de 5 ou 10 mg dans une dizaine de pays.